# Ballonabwehr (Tischtennis)
Ballonabwehr nennt man eine Defensivtechnik im Tischtennis, bei der der abwehrende Spieler den von seinem Gegner sehr hart geschlagenen Ball (bei Spitzenspielern bis zu 180 km/h) in einer extrem hohen, ballonförmigen Flugkurve auf den Tisch zurückzuspielen versucht. Dies geschieht aus einer Distanz von mehreren (durchaus 5–7) Metern hinter dem Spieltisch. Der Ball wird hierbei zusätzlich mit Topspin (Vorwärtsdrall) und häufig auch mit Sidespin versehen. Der Vorwärtsdrall führt dazu, dass der nicht gerade langsam und vertikal fliegende Ball schwer zu treffen ist und beim Auftreffen auf den Tisch nach vorne beschleunigt und wesentlich flacher abspringt, als dies ein spinloser Ball täte. Dies führt oft zu Fehleinschätzungen des Balles und auch der Spin macht den Ball schwer zu kontrollieren, wenn man versucht, mit einem harten, geraden Schlag zum Punktgewinn zu kommen.
Die Ballonabwehr wird häufig von Offensivspielern eingesetzt, wenn diese in die Defensive gedrängt werden. Der Schlag ist wesentlich effektiver als eine Abwehr mit Unterschnitt, die oft mit einem unerreichbaren Stoppball retourniert wird. Außerdem ist es mit den dicken, hochelastischen Belägen der Offensivspieler relativ schwierig, den Ball mit Unterschnittabwehr flach und kontrolliert zurückzuspielen.
Der französische Europameister von 1976, Jacques Secrétin, setzte diesen Schlag nicht nur erfolgreich im Wettkampf ein, sondern auch in seiner Show mit seinem Partner Vincent Purkart. Der chinesische Weltmeister Liang Geliang war in seiner Zeit beim Bundesligisten TTC Altena dafür bekannt, dass er bei der Ballonabwehr sogar gelegentlich über die Abgrenzung der Spielbox sprang.